# 더퍼린 아바 후작부인 해리엇 해밀턴템플블랙우드
더퍼린 아바 후작 부인 해리엇 조지아나 해밀턴템플블랙우드(Hariot Georgina Hamilton-Temple-Blackwood, Marchioness of Dufferin and Ava, 1843년 2월 5일 ~ 1936년 10월 25일)는 영국의 귀부인으로 활동적인 외교관의 배우자로 유명하였으며 영국령 인도의 여성 보건에 개척자로 추앙하였다.

## 생애
그녀는 해리엇 조지나 로언-해밀턴(Hariot Georgina Rowan-Hamilton)으로 태어났다. 그녀는 킬리레이 성의 주인이었던 아치벌드 해밀턴-로언(Archibald Hamilton-Rowan)의 1녀로 태어났다.